# Massinium arthroprocessum
Massinium arthroprocessum is een zeekomkommer uit de familie Phyllophoridae.
De wetenschappelijke naam van de soort werd in 1989 gepubliceerd door Thandar.